# Källby
Källby – miejscowość (tätort) w Szwecji, w regionie administracyjnym (län) Västra Götaland, w gminie Götene.
Według danych Szwedzkiego Urzędu Statystycznego liczba ludności wyniosła: 1737 (31 grudnia 2015), 1753 (31 grudnia 2018) i 1784 (31 grudnia 2019).